# استروگن
استروگن (به آلمانی: Esterwegen) یک شهر در آلمان است که در امسلاند واقع شده‌است. این شهر ۵٬۲۸۰ نفر جمعیت دارد.

## جغرافیا
استروگن در شمال غربی آلمان، کمتر از ۳۰ کیلومتر (۱۹ مایل) از مرز هلند و حدود ۴۰ کیلومتر (۲۵ مایل) از دریا واقع شده‌است.

## جمعیت
براساس آمار ۳۱ دسامبر ۲۰۱۷، جمعیت استروگن ۵۲۸۰ نفر است.